# 펜탁스 K-x
펜탁스 K-x는 2009년 9월 발매한 1,240만 화소의 입문자용 DSLR 카메라이다. 일본에서는 바디컬러 20종, 그립색상 5종으로 100가지 색상 조합으로 선택할 수 있으나, 대한민국으로 정식 수입되는 제품의 색상은 블랙, 화이트, 레드 3종류이다. 동급의 입문자용 기기들중에 가장 빠른 1/6000s 셔터스피드를 지원하며, 초당 4.7장의 고속연사와, HD동영상 촬영이 가능하다.

## 사진

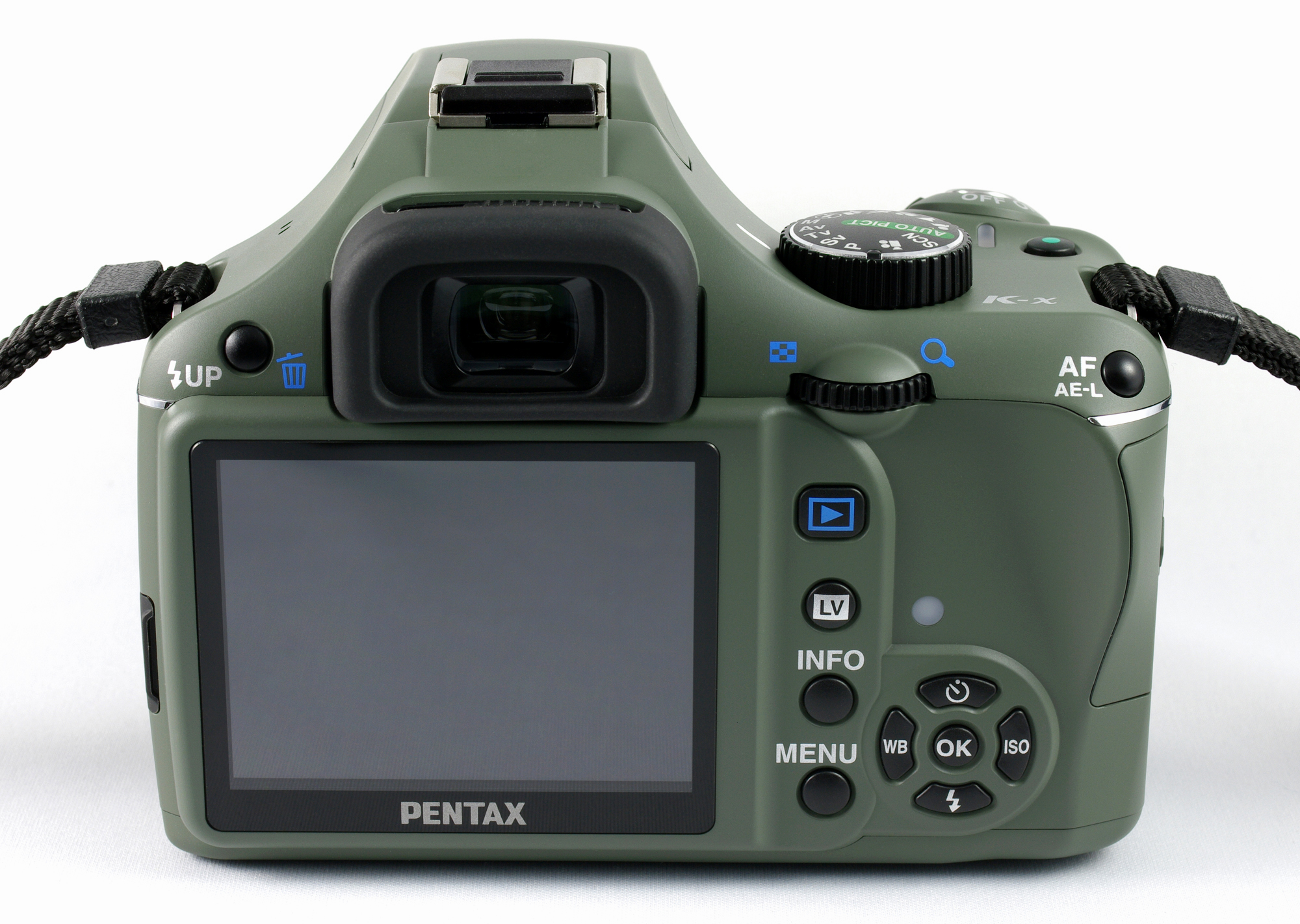
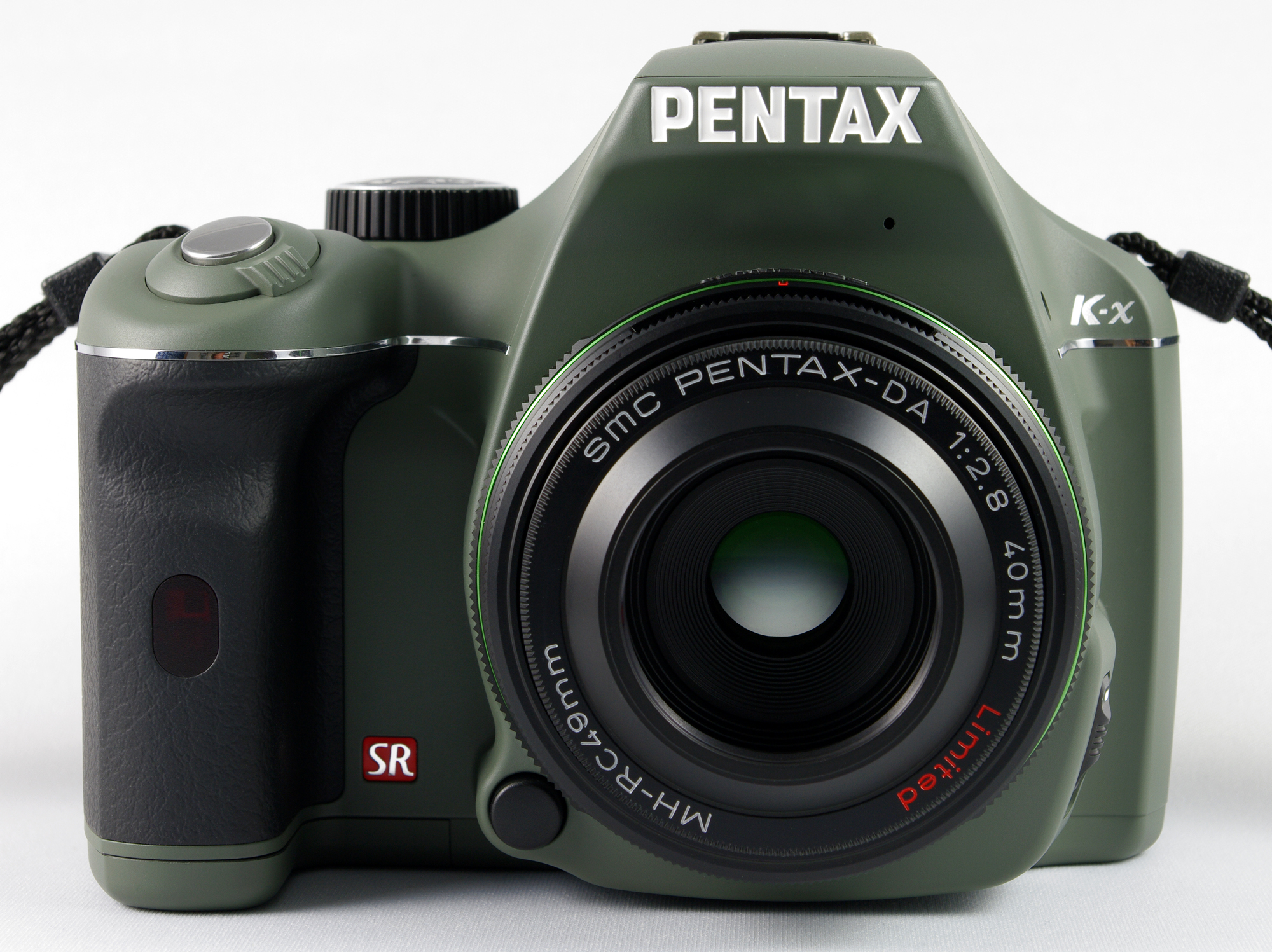
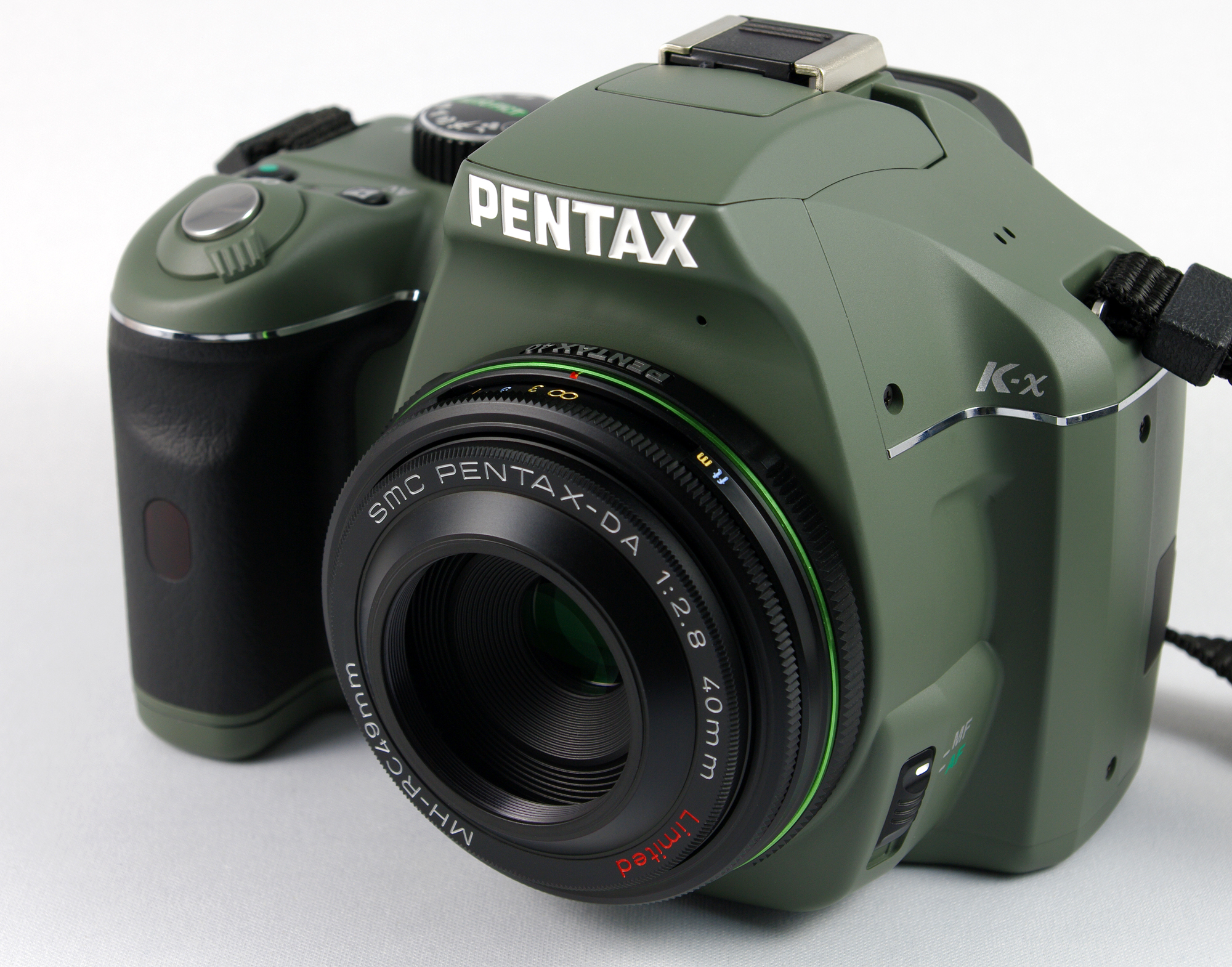
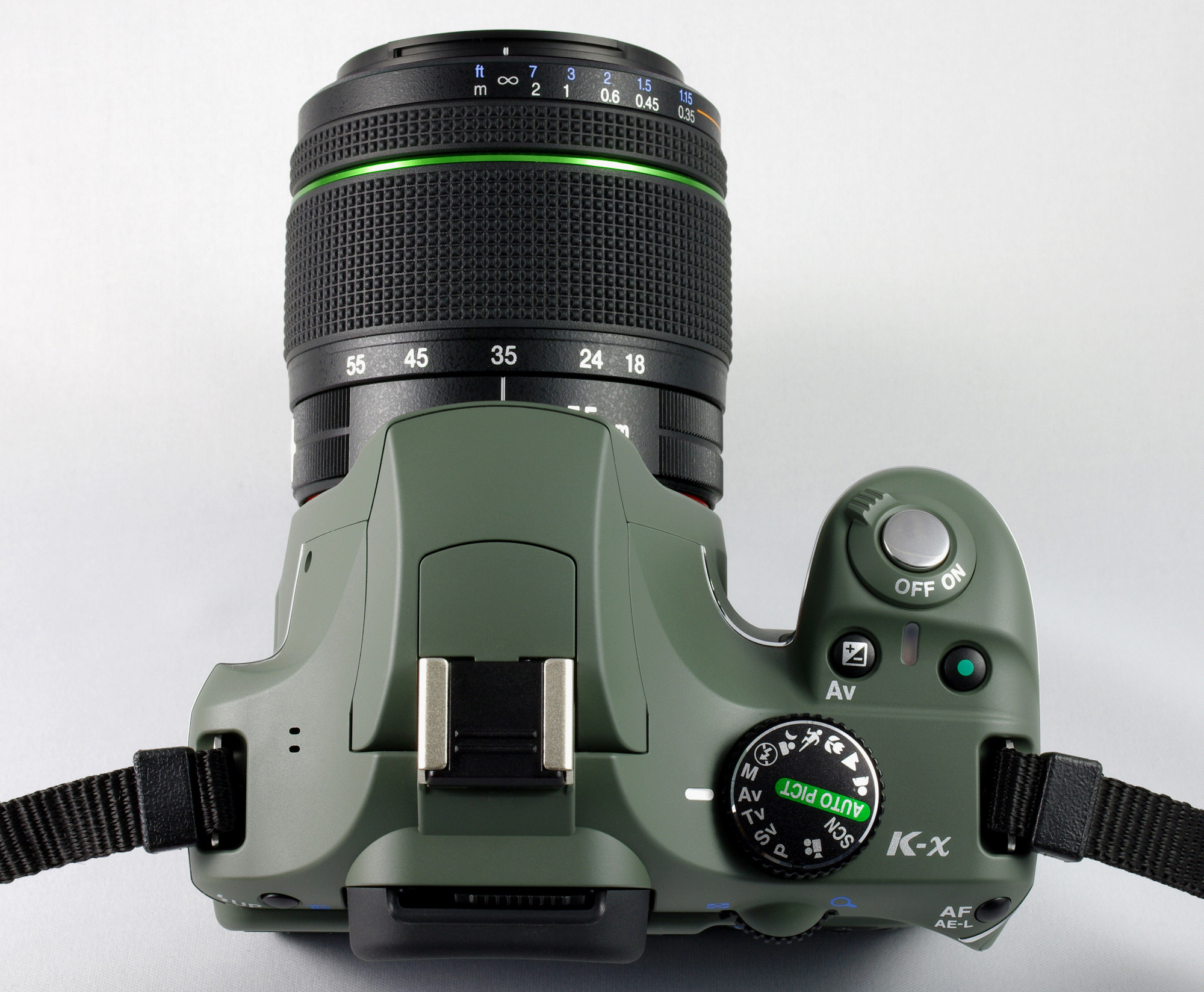
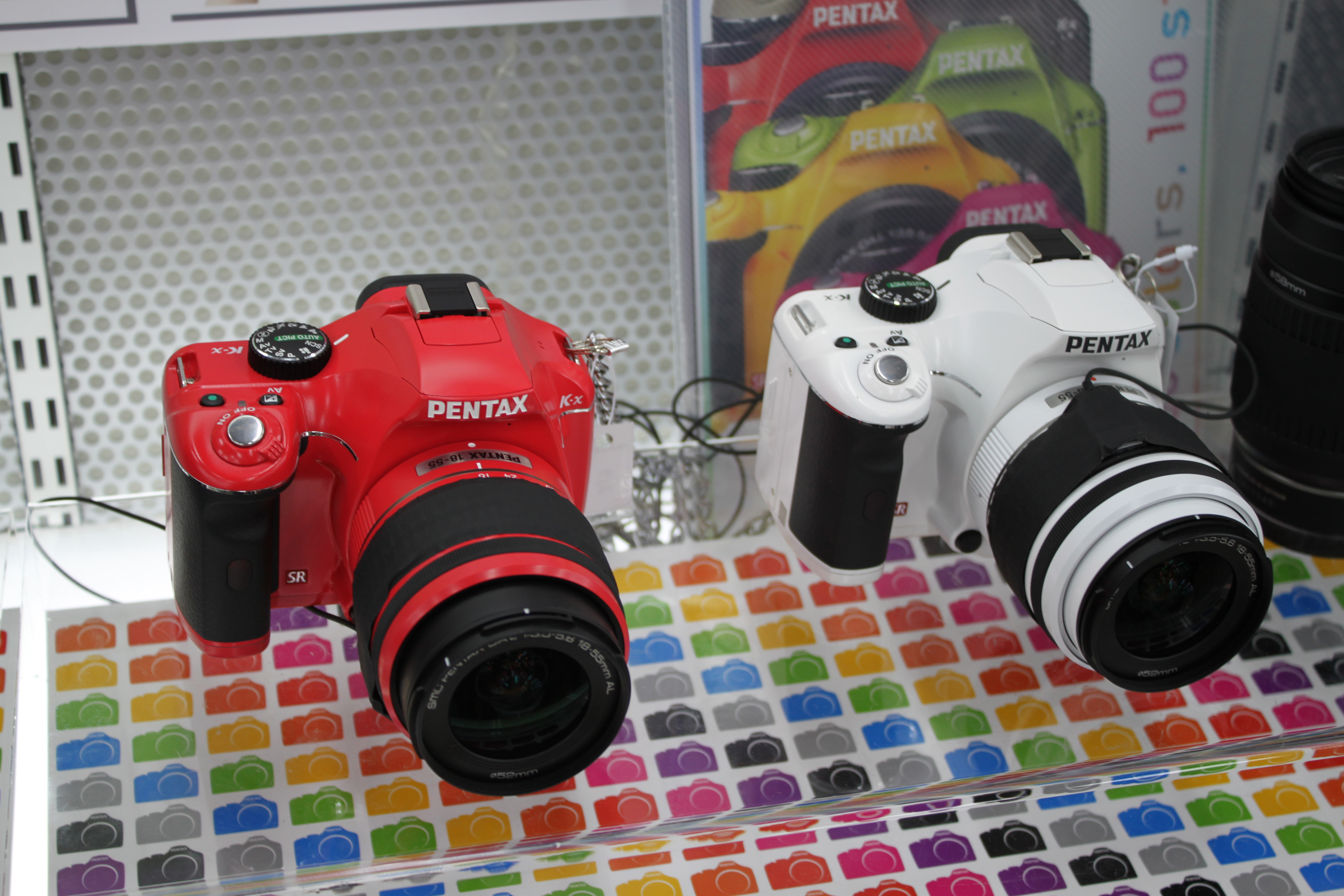